# IC 3257
IC 3257 је ознака објекта на координатама са ректансцензијом 12h 23m 44,6s и деклинацијом + 7° 15" 14'. Открио га је Гијом Бигурдан, 23. априла 1895. Каснијим посматрањима на том положају није уочен никакав астрономски објекат.